# Jim Yong Kim
Jim Yong Kim (Seul, 8 de dezembro de 1959) é um médico estadunidense de origem sul-coreana. Foi presidente do Banco Mundial de 1 de julho de 2012 até 1 de fevereiro de 2019.
Nasceu em Seul, Coréia do Sul. Aos cinco anos mudou-se para os Estados Unidos com a família. Antes de assumir a presidência do BIRD, ele comandou o Dartmouth College e foi diretor do Departamento de HIV/AIDS da Organização Mundial de Saúde. Além de médico é antropólogo.
Em setembro de 2016, foi eleito por unanimidade para um segundo mandato de cinco anos como presidente do Banco Mundial, a assumir a partir de julho de 2017.
Ainda em 2016, foi considerado pela Forbes como a 42ª pessoa mais poderosas do mundo.